# Mesochorus seniculus
Mesochorus seniculus är en stekelart som beskrevs av Dasch 1974. Mesochorus seniculus ingår i släktet Mesochorus och familjen brokparasitsteklar. Inga underarter finns listade i Catalogue of Life.